# Rakoń (jezioro)
Rakoń – jezioro w województwie lubuskim, w powiecie międzyrzeckim, w gminie Międzyrzecz.

## Położenie i opis
Jezioro położone jest w zachodniej części powiatu międzyrzeckiego, na terenie Pojezierza Łagowskiego. Zbiornik w całości otoczony jest lasami. W pobliżu północnego brzegu znajduje się jezioro Krzewie. Przez akwen przepływa niewielki ciek bez nazwy płynący z okolic wsi Wysoka. Ciek został sztucznie poszerzony na potrzeby Międzyrzeckiego Rejonu Umocnionego (MRU) w latach 30. XX wieku.

## Hydronimia
Jezioro pojawia się w źródłach w 1893 jako Raaken S., a następnie Der Raaken (1931, 1938), Rakoń (1949), J. Krzaczaste (1977). Państwowy rejestr nazw geograficznych jako nazwę urzędową akwenu podaje Rakoń, wymieniając nazwę oboczną Jezioro Krzaczaste.

## Morfometria
A. Choiński, poprzez planimetrowanie na mapach 1:50 000, określił wielkość jeziora na 8,5 ha. Według numerycznego modelu terenu udostępnionego przez Geoportal lustro wody znajduje się na wysokości 74,6 m n.p.m.
Rakoń według Mapy Podziału Hydrograficznego Polski leży na terenie zlewni ósmego poziomu Zlewnia jez. Kęszyckiego. Identyfikator MPHP to 18789525.

## Zagospodarowanie
Administratorem wód jeziora jest Regionalny Zarząd Gospodarki Wodnej w Poznaniu. Utworzył on obwód rybacki, który obejmuje między innymi wody jeziora Krzewie oraz Rakoń (Obwód rybacki jeziora Kęszyckie na cieku Struga Jeziorna – Nr 2). Gospodarkę rybacką na jeziorze prowadzi Gospodarstwo Rybackie Międzyrzecz.

## Ochrona środowiska
Jezioro leży w granicach obszaru sieci Natura 2000: specjalnego obszaru ochrony siedlisk Nietoperek PLH080003 oraz w zespole przyrodniczo-krajobrazowym Uroczyska Międzyrzeckiego Rejonu Umocnionego, który został utworzony w celu ochrony naturalnych żerowisk wykorzystywanych przez nietoperze zlatujące się na zimowisko do pobliskich obiektów MRU. Od południa do jeziora przylega użytek ekologiczny Nad Kanałem, utworzony w celu ochrony nieużytkowanego pasa roślinności położonego wzdłuż uchodzącego do jeziora bezimiennego cieku wodnego.